# Sara Sommerfeld
Sara Anita Sommerfeld Unger, född 28 oktober 1977 i Sollentuna, är en svensk skådespelare.  

## Biografi

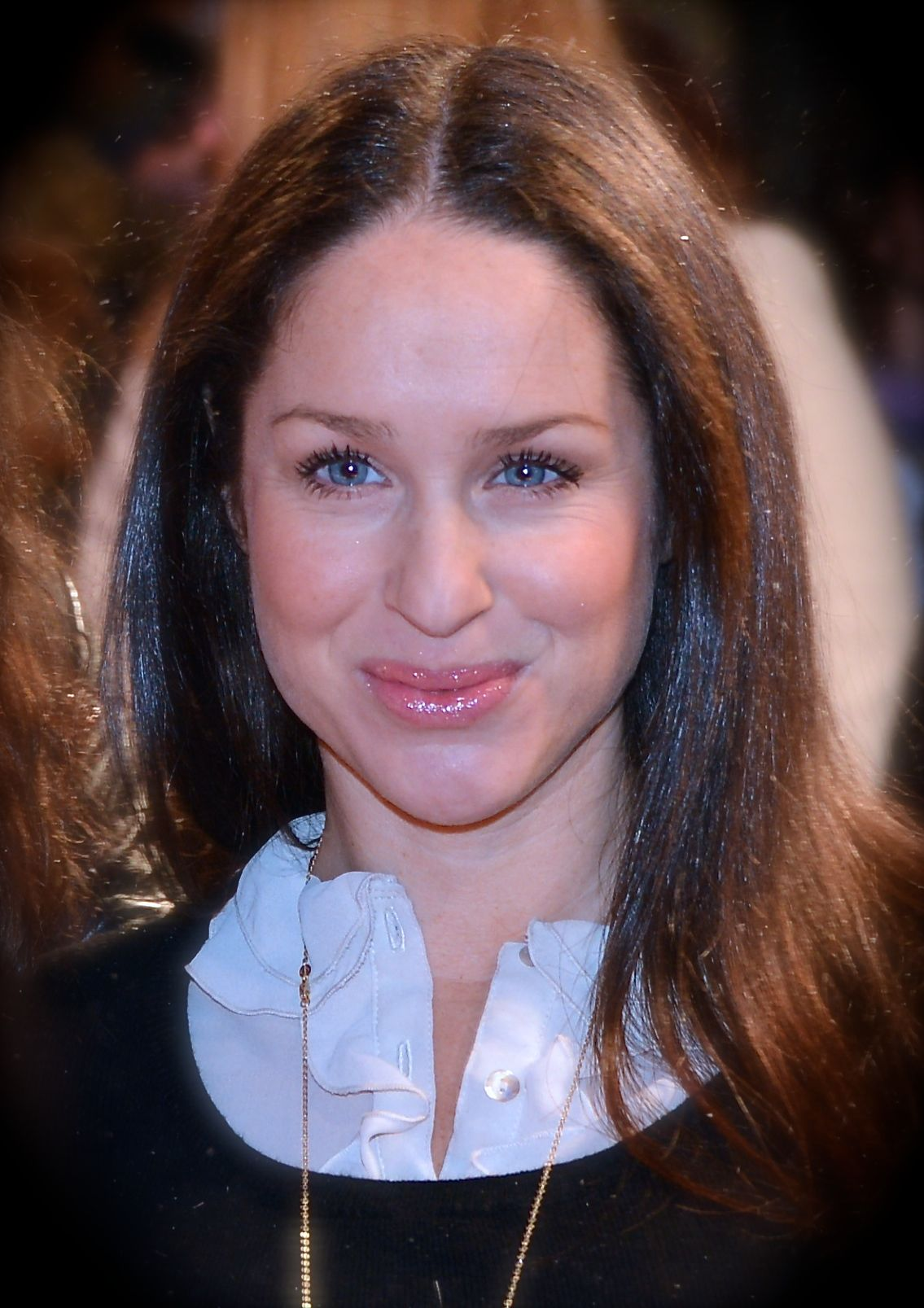
Sara Sommerfeld i december 2012.

Sara Sommerfelds föräldrar är läkare och hon har fyra systrar. Föräldrarna är av polsk-judisk härkomst och migrerade till Sverige 1968. Vid 10 års ålder började Sommerfeld dansa balett på Kungliga Operans balettskola, och året därpå fick hon och hennes syster Maja Sommerfeld roller i Marianne Ahrnes tv-serie Maskrosbarn (1989). Den följdes av roller i filmer som Kaninmannen (1990) och tv-serier som Ingmar Bergmans och Bille Augusts Den goda viljan (1992) och Vänner och fiender (1996), samt en roll i Peter Stormares uppsättning av Strindbergs Stora landsvägen på Dramaten (1989) och i musikalen Annie Get Your Gun på Chinateatern (1990). 
Efter teaterlinjen på Södra Latins gymnasium läste hon teatervetenskap på Stockholms universitet parallellt med roller på film och i fria teatergrupper, bland annat musikalen Spelman på taket och Stig Larssons VD. Hon studerade på Teaterhögskolan vid Göteborgs universitet 1998–2001 och spelade 2002 Julia i Shakespeares Romeo och Julia på Malmö Dramatiska Teater, har därefter arbetat bland annat på Göteborgs stadsteater, Stockholms stadsteater (däribland titelrollen i Selma Lagerlöfs Charlotte Löwensköld 2008), Doris i musikalen Grease (2010) på Göta Lejon, samt på Stora Teatern.
Huvudrollen som invandrarflickan Nazli i Reza Baghers långfilm Vingar av glas (2000) blev hennes genombrott med nominering till Guldbagge för "Bästa kvinnliga huvudroll" och Nordiska filmpriset för "Bästa kvinnliga skådespelare" vid Nordiska filmfestivalen i Haugesund. Hon har sedan bland annat spelat Tsatsikis mamma i Tsatsiki – vänner för alltid (2001), i serien Hem till Midgård (2003) och som Sara Bernard i filmerna som bygger på de populära böckerna om Lasse-Majas detektivbyrå (2013–2015).
År 2006 spelade hon rollen som affärsbiträdet Sofia i Icas reklamfilmer. Hon medverkar i Takidas video "Haven Stay" från 2011.
På Förintelsens minnesdag den 27 januari 2015 mottog Sommerfeld stipendium av Micael Bindefelds stiftelse till minne av Förintelsen för produktionen av dokumentärfilmen Min farmor och Förintelsen utifrån hennes egna polsk-judiska släkterfarenheter.
Sara Sommerfeld designade under 2012–2013 en kollektion med gravidkläder för företaget Mom2mom i samarbete med hjälporganisationen AMREF.

### Familj
Hon gifte sig 2018 med Jonas Unger, son till Johan Unger; de har två barn tillsammans.

## Priser och utmärkelser
- 2001 – Nominering till Guldbaggen för "Bästa kvinnliga huvudroll"
- 2001 – Nordiska filmpriset för "Bästa kvinnliga skådespelare" vid Nordiska filmfestivalen i Haugesund
- 2015 – Micael Bindefelds stipendium till minnet av Förintelsen för dokumentärfilmen Min farmor och Förintelsen

## Filmografi (urval)
- 1989 – Maskrosbarn
- 1990 – Kaninmannen
- 1992 – Den goda viljan
- 1993 – Sökarna
- 1995 – Rädda Willy 2 (röst)
- 1996 – Vänner och fiender
- 1997 – 9 millimeter
- 2000 – Vingar av glas
- 2001 – Atlantis – En försvunnen värld (röst)
- 2001 – Tsatsiki – vänner för alltid
- 2003 – Hem till Midgård
- 2004 – Hajar som hajar (röst)
- 2004 – Hjärtslag (kortfilm)
- 2006 – Beck – Advokaten
- 2006 – Babas bilar
- 2006 – Bota mig! (TV-serie)
- 2008 – Synd att klaga
- 2009 – Göta kanal 3 – Kanalkungens hemlighet
- 2011 – Umeå4ever
- 2013 – Lasse-Majas detektivbyrå – von Broms hemlighet
- 2014 – Lasse-Majas detektivbyrå – Skuggor över Valleby
- 2015 – Lasse-Majas detektivbyrå – Stella Nostra
- 2019 – Ankdammen

## Teater

### Roller (ej komplett)
| År   | Roll                 | Produktion                                                 | Regi             | Teater                     |
| ---- | -------------------- | ---------------------------------------------------------- | ---------------- | -------------------------- |
| 2001 |                      | Tro, hopp och kärlek Ödön von Horváth                      | Olof Lindqvist   | Göteborgs stadsteater      |
| 2002 | Julia                | Romeo och Julia William Shakespeare                        | Magnus Bergquist | Malmö Dramatiska Teater    |
| 2004 | Maj-Britt            | Söderkåkar Gideon Wahlberg                                 | Ulf Larsson      | Tantogården                |
| 2005 |                      | Hustruskolan Molière                                       | Daniel Benoin    | Göteborgs Stadsteater      |
| 2006 |                      | Modet att döda Lars Norén                                  | Kia Berglund     | Teater Giljotin            |
| 2007 | Kvinnan              | Älskade Kia Berglund                                       | Kia Berglund     | Teater Giljotin            |
| 2007 | Lilian               | Storstadsljus Howard Korder                                | Stefan Metz      | Göteborgs stadsteater      |
| 2008 | Charlotte Löwensköld | Charlotte Löwensköld Selma Lagerlöf                        | Elisabeth Frick  | Stockholms stadsteater     |
| 2010 | Doris                | Grease - den svenska versionen Jim Jacobs och Warren Casey | Hans Marklund    | Göta Lejon                 |
| 2011 | Margareta            | Prima Donnor Ken Ludwig                                    | Ricky Andreis    | Mariebergsskogen, Karlstad |
| 2018 | Sofia                | Bröderna Lejonhjärta Astrid Lindgren                       | Öivind Åsberg    | Gustafsvik, Kristinehamn   |
| 2021 | Susan                | Rain Man Dan Gordon                                        | Emma Bucht       | Oscarsteatern              |
| 2022 | Sara                 | Showbizniz                                                 | Judith Hollander | Dramaten                   |